# Generalstaatsanwaltschaft Bamberg
Die Generalstaatsanwaltschaft Bamberg ist eine von 24 Generalstaatsanwaltschaften in der Bundesrepublik Deutschland. Ihr derzeitiger Leiter ist seit dem 1. März 2021 Wolfgang Gründler. Dienstsitz ist das Gebäude Wörthstraße 7 auf dem Gelände der ehemaligen Lagarde-Kaserne Bamberg. Nachdem im Herbst 2017 bereits die bei der Generalstaatsanwaltschaft Bamberg angesiedelte Zentralstelle Cybercrime Bayern in das von der Stadtbau Bamberg angemietete und für die Zwecke der Justiz generalsanierte Gebäude eingezogen war, erfolgte im Herbst 2018 auch der Umzug der Gesamtbehörde vom Justizpalast Wilhelmsplatz 1 in dieses Gebäude.
In den Zuständigkeitsbereich der Generalstaatsanwaltschaft Bamberg fallen die Staatsanwaltschaften in Bamberg, Bayreuth, Coburg und Hof im Regierungsbezirk Oberfranken, sowie Aschaffenburg, Schweinfurt und Würzburg im Regierungsbezirk Unterfranken. Im Zuständigkeitsbereich wohnen rund 2.430.000 Einwohner.
Der Generalstaatsanwalt in Bamberg übt die Fach- und Dienstaufsicht über rund 120 Staatsanwälte aus. Als Leiter einer Mittelbehörde untersteht der Generalstaatsanwalt seinerseits der Dienstaufsicht des Bayerischen Staatsministeriums der Justiz.

## Frühere Generalstaatsanwälte in Bamberg
- Thomas Dehler (21. Dezember 1945 – 14. Juni 1947)
- Ernst Steffen (16. November 1947 – 31. März 1955)
- Georg Fick (1. April 1955 – 31. Mai 1962)
- Franz Weiß (16. Juli 1962 – 14. Oktober 1965)
- Johann Schütz (15. Dezember 1965 – 30. April 1970)
- Rudolf Grasse (1. Mai 1970 – 30. September 1975)
- Hans Georg Geißer (1. Oktober 1975 – 31. Mai 1986)
- Horst-Dieter Solbrig (1. August 1986 – 30. April 1992)
- Artur Bachmann (16. Mai 1992 – 31. März 1998)
- Roland Helgerth (1. Juli 1998 – 31. Mai 2002)
- Heinz-Bernd Wabnitz (1. Juli 2002 – 31. Januar 2009)
- Clemens Lückemann (1. Juli 2009 – 31. Januar 2013)
- Thomas Janovsky (1. Februar 2013 – 28. Februar 2021)